# Rząd mniejszościowy
Rząd mniejszościowy – gabinet w systemie parlamentarnym lub parlamentarno-gabinetowym, który nie ma poparcia większości deputowanych w parlamencie.
Zazwyczaj taki gabinet powstaje w wyniku niepowodzenia rozmów koalicyjnych pomiędzy partiami, wynikającymi z rozbieżnych poglądów politycznych lub w wyniku rozpadu istniejącej koalicji. Rząd mniejszościowy może funkcjonować nieskutecznie z powodu możliwości blokowania jego decyzji przez większość parlamentarną, przez co rządy mniejszościowe mogą skutkować niestabilną sytuacją polityczną w kraju.
Istnieją kraje (np. Szwecja), w których regularnie funkcjonują rządy mniejszościowe.

## Rządy mniejszościowe w Polsce
W Polsce przykładem rządu mniejszościowego może być rząd Jerzego Buzka w latach 2000–2001, Leszka Millera w latach 2003–2004, Marka Belki (2004–2005), Kazimierza Marcinkiewicza w latach 2005–2006, rząd Jarosława Kaczyńskiego od kryzysu w lipcu 2007 do końca kadencji oraz trzeci rząd Mateusza Morawieckiego (27 listopada – 13 grudnia 2023).